# Der Zweite Weltkrieg – Apokalypse der Moderne
Der Zweite Weltkrieg – Apokalypse der Moderne (Apocalypse, la 2e Guerre mondiale) ist eine französische Dokumentarfilmserie aus dem Jahre 2009 über den gesamten Zweiten Weltkrieg. Regie führten Isabelle Clarke und Daniel Costelle. Als Autoren arbeiteten Jean-Louis Guillaud und Henri de Turenne mit.

## Inhalt
Die Serie begleitet chronologisch den Zweiten Weltkrieg vom Beginn 1939 bis zum Ende 1945 auf allen Schauplätzen (Europa, Afrika, Asien). „Die Macher […] enthielten sich sogenannter szenischer Rekonstruktionen (also mit Schauspielern), setzten keine Computergimmicks ein, Experten kommen keine zu Wort, und auch keine Zeitzeugen.“
Die Dokumentation hat folgende sechs Teile:
1. Der Überfall auf Polen (L'agression (1933–1939)): der Aufstieg des Nationalsozialismus und der Feldzug in Polen
2. Der Blitzkrieg im Westen (L'écrasement (1939–1940)): der faule Krieg, der Fall von Dünkirchen und der Feldzug in Frankreich
3. Der Angriff auf die Sowjetunion (Le choc (1940–1941)): Die Schlacht um Großbritannien, der Feldzug in Jugoslawien, die Schlacht um Griechenland und die Schlacht um Kreta, das Unternehmen Barbarossa, der Afrikafeldzug
4. Der Wendepunkt (L'embrasement (1941–1942)): die Schlachten von Smolensk und Moskau im Jahr 1941, das Unternehmen Fall Blau und 1942. Im Pacific: Pearl Harbor, Midway und Guadalcanal
5. Die Landungen der Alliierten (L'étau (1942–1943)): Die ersten Rückschläge der „Achse“: die Schlacht von Stalingrad, El Alamein, von Tunesien, der Feldzug in Italien und die Schlacht von Kursk
6. Das Ende des Albtraums (L'enfer (1944–1945)): Die Befreiung von Frankreich, die Luftangriffe und die Befreiung von Deutschland, die Atombombenabwürfe in Japan und Japans Kapitulation.

## Produktion
Für die Dokumentation wurden bisher unveröffentlichte Bilder aus geheimen Militärarchiven und aus Privatbesitz den Vorzug gegeben, sodass ca. die Hälfte des Materials noch nie gesehen wurde. Hauptsächlich wurde Farbmaterial eingesetzt und monochrome Bilder sehr zeitgetreu koloriert. Eine Ausnahme bilden dabei Originalaufnahmen, die den Holocaust darstellen. Das gesamte Material wurde hochauflösend abgetastet und restauriert, so dass es im Fernsehen in HD gesendet werden kann. Parallel ist die Serie auf DVD und Blu-ray erschienen.

## Fassungen
In Deutschland wurde die Serie auf drei Folgen gekürzt und unter dem Titel Der Krieg – Menschen im Zweiten Weltkrieg in den Handel gebracht. Die ARD sendete ab Montag, dem 1. März 2010 und den darauffolgenden Monaten nur die halbierte Fassung, die dritten Programme werden später aber alle sechs Teile nur „geringfügig“ eingekürzt als 43 statt 52 min lange Filme senden. Auf National Geographic Channel ist die ungekürzte Fassung unter dem Originaltitel zu sehen.

## Kritik
„Der Film entfaltet einen Suggestiv-Sog, der jeden Zweifel an den Kommentaren aus dem Off unter sich begräbt und jede kritische Frage zu ersticken droht – auch die nach der Auswahl und der Qualität des verwendeten Quellenmaterials.“